# Maravedí

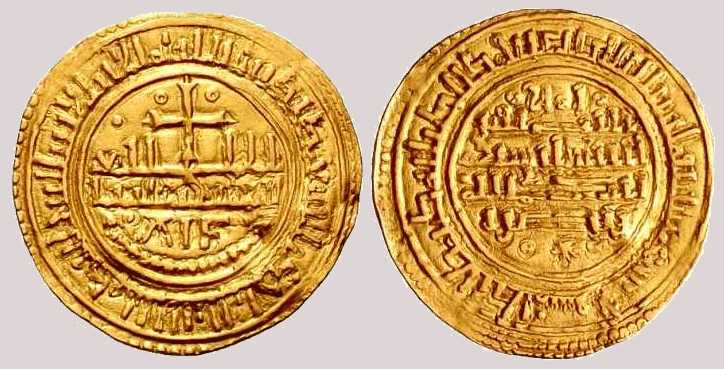
Maravedí din aur emis de Alfonso al VIII-lea al Castiliei, la Toledo, în anul 1220

Maravedí este o mică monedă spaniolă, care era folosită ca și unitate monetară de cont, în finanțe ca și în comerț, în Spania, până în secolul al XIX-lea.
Șaizeci și trei de maravedí erau echivalenți cu un real spaniol din argint.

## Etimologie
Cuvântul castilian (spaniol) Maravedí provine din arabă marabetin, (în alfabet arab: المرابطون), unde al doilea a se pronunță mai lung. Marabetinii sau marabout, sau almoravides sunt berberi care au stăpânit Spania, în secolele al XI-lea și al XII-lea, și care au dat monedei numele lor.

## Istoric
Maravedí era denumirea mai multor monede care circulau în regatele creștine iberice, între secolul al XII-lea și secolul al XIV-lea, iar apoi a fost o uitate monetară de cont, în Spania, până în secolul al XIX-lea.
La origine, Maravedí erau monede din aur și din argint. Însă începând din secolul al XV-lea, cuvântul nu mai servește decât la desemnarea monedelor din cupru și ca unitate de cont.
Maravedí spaniol sau morabitino a fost o monedă de aur bătută în Peninsula Iberică, inițial de către Almoravides.
În contextul Reconquistei, monarhiile peninsulare au emis și ele maravedis.
În Portugalia, sub Sancho I, a fost bătută prima monedă din aur, cu denumirea de Morabitino. Pe aversul monedei, regele Sancho, încoronat, este reprezentat călare cu o sabie într-o parte și cu un sceptru cu cruce în cealaltă parte. Pe reversul monedei, este gravată stema regală. În afară de valoarea sa economică, moneda este purtătoarea unui dublu simbolism:
- afirmă puterea reală a regelui, reprezentat ca războinic;
- afirma prestigiul monarhiei portugheze, în fața altor regate peninsulare.

## Galerie de imagini

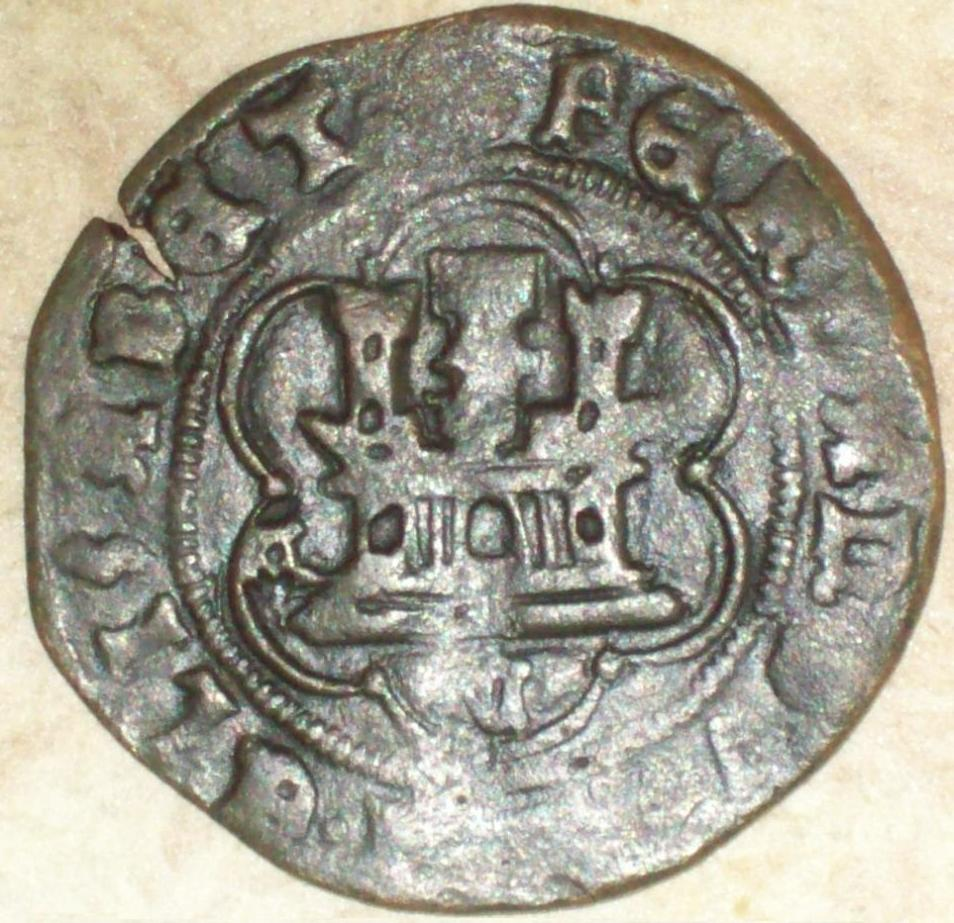
Avers al unei piese de 4 maravedí emise sub regii catolici, atelierul monetar de la Cuenca.
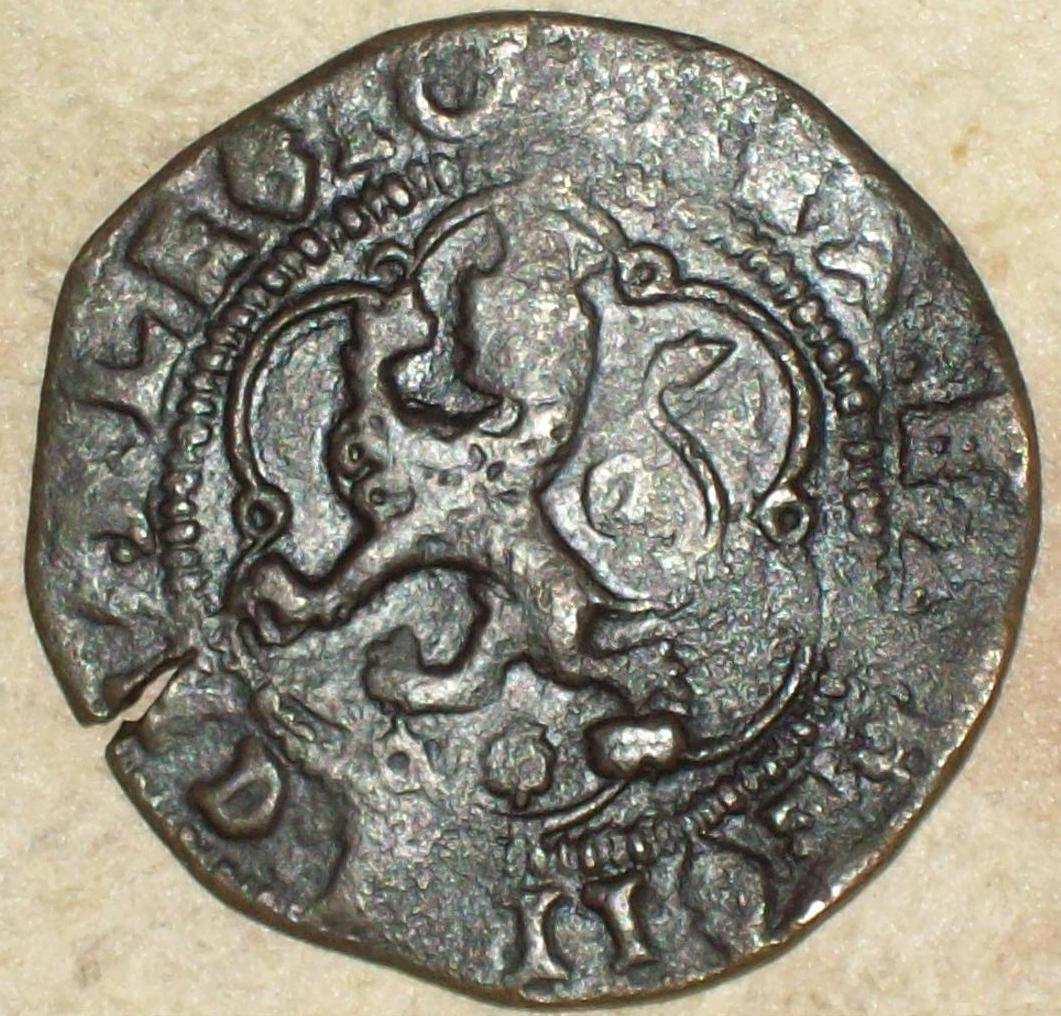
Revers al unei piese de 4 maravedí emise sub regii catolici, atelierul monetar de la Cuenca.
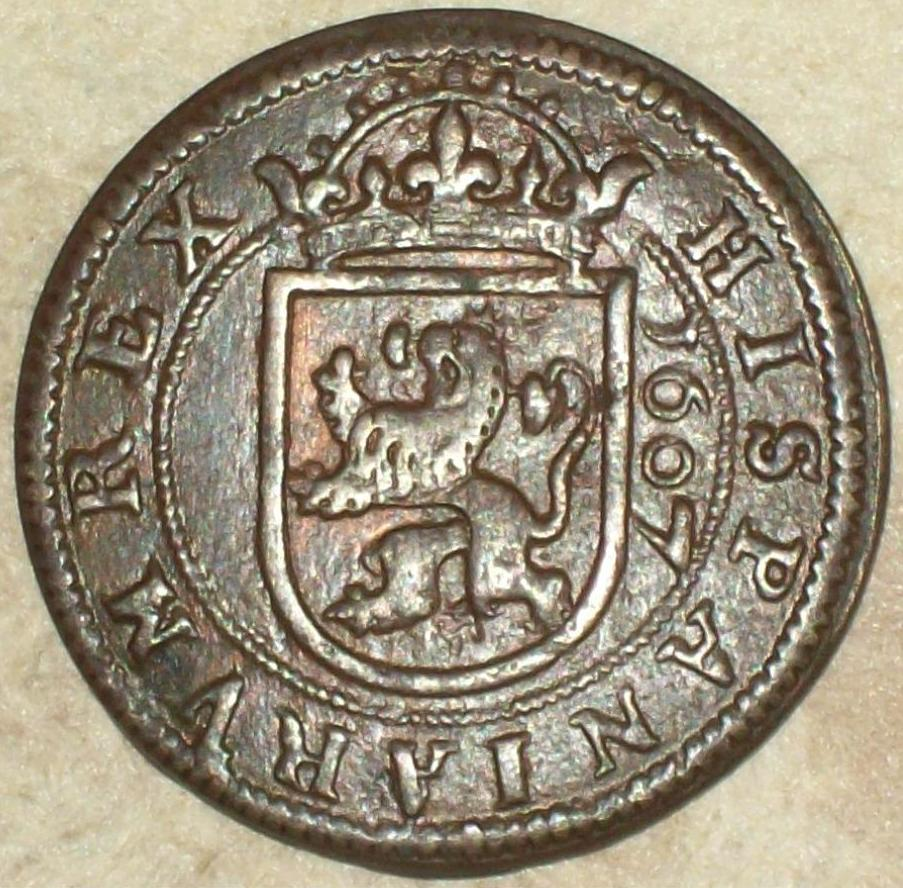
Avers al unei piese de 8 maravedí emise de Filip al III-lea, atelierul monetar de la Segovia, din 1607.
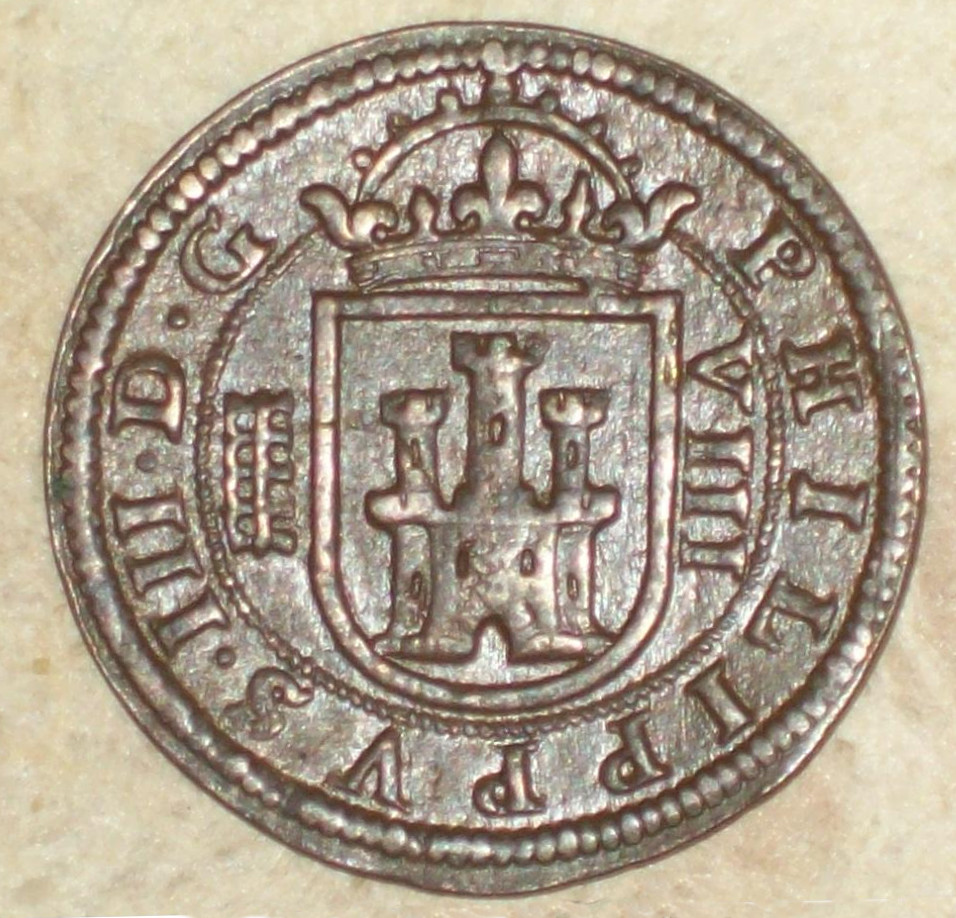
Revers al unei piese de 8 maravedí emise de Filip al III-lea, atelierul de la Segovia, din 1607.
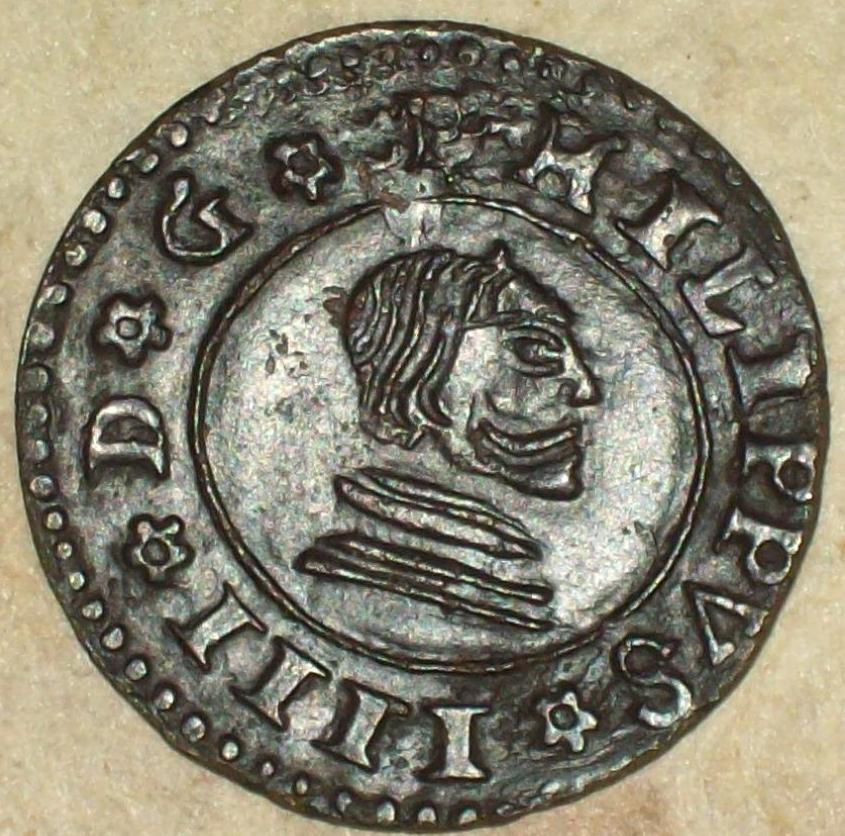
Avers al unei piese de 16 maravedí emise de Filip al IV-lea, atelierul de la Sevilla, din 1662.
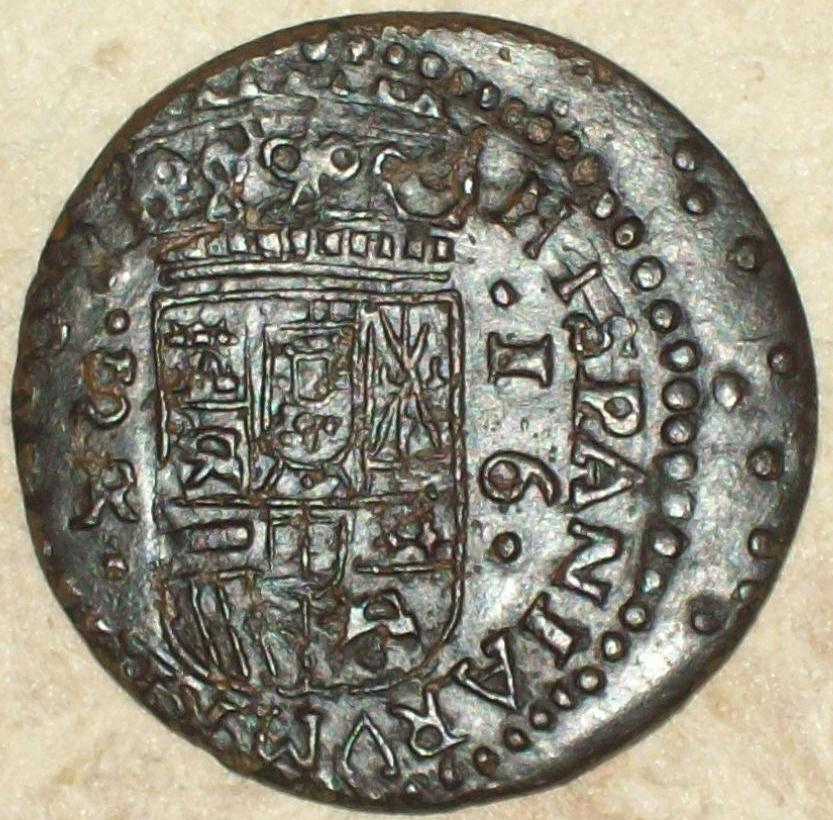
Revers al unei piese de 16 maravedí emise de Filip al IV-lea, atelierul de la Sevilla, din 1662.
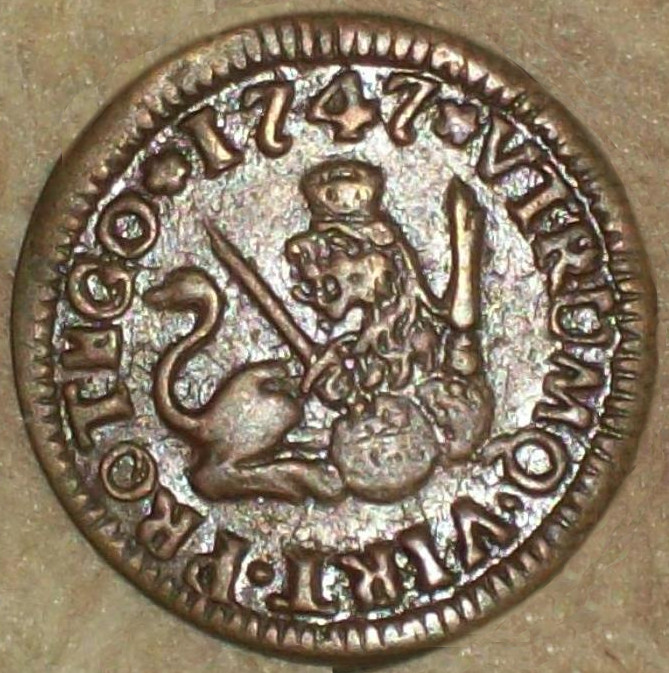
Avers al unei piese de 1 maravedí emise de Ferdinand al VI-lea, atelierul de la Segovia, din 1747.
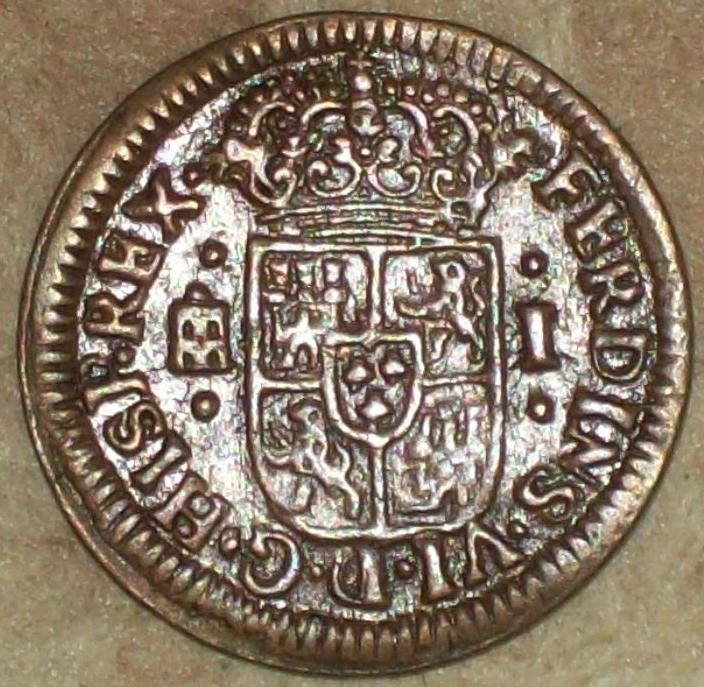
Revers al unei piese  de 1 maravedí emise de Ferdinand al VI-lea, atelierul de la Segovia, din 1747.